# Los consejos de Alice
Los consejos de Alice, título original en francés Alice et le maire, es una película dramática francesa de 2019 dirigida y escrita por Nicolas Pariser. Se proyectó en la sección Quincena de Directores en el Festival de Cine de Cannes 2019 , donde ganó el Premio Europa Cinemas Label a la Mejor Película Europea.

## Sinopsis
El alcalde de la ciudad de Lyon, Paul Théraneau, se encuentra en una posición delicada. Tras pasar 30 años en política se empieza a a quedar sin ideas y siente que sufre un vacío existencial. Para superar esta adversidad, Paul decide contratar a una brillante filósofa, la joven Alice Heinmann. Entre ambos se desarrolla un diálogo en el que sus respectivas personalidades cambian drásticamente su forma de ver y entender el mundo.

## Reparto
- Fabrice Luchini: Paul Théraneau, el alcalde de Lyon
- Anaïs Demoustier: Alice Heimann
- Nora Hamzawi: Mélinda
- Léonie Simaga: Isabelle Leinsdorf
- Antoine Reinartz: Daniel
- Maud Wyler: Delphine Bénard
- Alexandre Steiger: Gauthier
- Pascal Rénéric: Xavier
- Thomas Rortais: Pierre

## Recepción

### Premios y nominaciones
* Fuente:Página de la película en IMDb. 
| Año  | Premio                                          | Categoría                                                             | Nominado         | Resultado |
| ---- | ----------------------------------------------- | --------------------------------------------------------------------- | ---------------- | --------- |
| 2019 | Festival de Cannes                              | Premio Europa Cinemas Label al mejor film europeo                     | Nicolas Pariser  | Ganador   |
| 2019 | Festival de Cine de Hamburgo                    | Premio Friedrich-Ebert-Stiftung (a películas con temáticas políticas) | Nicolas Pariser  | Nominado  |
| 2019 | Festival Internacional de Cine de Haifa         | Mejor primera película                                                | Nicolas Pariser  | Nominado  |
| 2019 | Festival Internacional de Cine de San Sebastián | Premio del público                                                    | Nicolas Pariser  | Nominado  |
| 2019 | Festival Internacional de Cine de Estocolmo     | Caballo de Bronce a la mejor película                                 | Nicolas Pariser  | Nominado  |
| 2020 | Premios César                                   | Mejor actriz                                                          | Anaïs Demoustier | Ganadora  |
| 2020 | Premios Lumières                                | Mejor actriz                                                          | Anaïs Demoustier | Nominada  |
| 2020 | Premios Lumières                                | Mejor actor                                                           | Fabrice Luchini  | Nominado  |
| 2020 | Premios Lumières                                | Mejor guion                                                           | Nicolas Pariser  | Nominado  |
| 2020 | Globos de Cristal                               | Mejor actriz                                                          | Anaïs Demoustier | Nominada  |